# Villads
Villads – drengenavn – af Willehadus, der er en latinsk form af det engelske Willehad vilje – kamp.

## Kendte personer med navnet
- Villads Villadsen, grønlandsk digter og sangskriver
- Villads Andersen, tidligere radiovært på P1

| Fornavne | Spire Denne artikel om et fornavn er en spire som bør udbygges. Du er velkommen til at hjælpe Wikipedia ved at udvide den. |